# Cipayung Jaya
Cipayung Jaya is een bestuurslaag in het regentschap Depok van de provincie West-Java, Indonesië. Cipayung Jaya telt 16.347 inwoners (volkstelling 2010).